# 김수항
김수항(金壽恒, 1629년∼1689년 4월 9일)은 조선 후기의 문신이며 학자이다.

## 주요 이력
본관은 신 안동으로 좌의정 김상헌의 손자이며 인목대비는 그의 이모할머니였고 영창대군과 정명공주는 이종숙과 외종이모였다. 노론 4대신이자 영의정을 지낸 김창집의 아버지이며, 숙종의 후궁인 영빈 김씨의 종조부이다. 풍고 김조순의 5대조이며 순조비 순원왕후 김씨의 6대조, 철종비 철인왕후 김씨의 7대조이다. 자(字)는 구지(久之), 호는 문곡(文谷), 시호는 문충(文忠)이다.
정치인으로 당파는 서인이다. 서인당과 노론당의 중진이었고 예송 논쟁 당시 서인의 주요 논객이었으며, 송시열의 주자가례에 의한 1년 복설을 지지하였다. 서인으로서 2차례의 예송 때 남인과 대립했으며, 뒤에 서인이 노론과 소론으로 갈리자 노론의 영수가 되었다. 의정부 영의정에까지 올랐으며 현종 묘정에 종사되었다.
반시와 진사시에 입격하고 1651년에 알성문과에 장원(壯元)으로 급제하였다. 그 뒤 1654년 춘당대문과에 병과로 합격하고, 사간원정언, 홍문관교리, 이조정랑 등 청요직을 두루 거쳐 1656년(효종 7) 문과중시(文科重試)에 을과로 급제하여 다섯번 과거에 급제했다. 대사간, 형조참의 등을 거쳐 1659년 이조참의, 승지 등을 두루 역임했다. 1661년(현종 2) 이조참판 등을 거쳐 제1차 예송 논쟁 당시 자의대비(慈懿大妃:인조의 계비)의 복상문제 때 3년복설을 주장하는 윤휴, 윤선도, 허목, 허적 등에 맞서 송시열, 송준길의 1년복설을 지지하였다. 그 뒤 송시열을 역모로 몰려는 윤선도를 탄핵하여 유배보내고, 1662년 대제학(大提學)에 특진하였다.
1674년 효종비 인선왕후(仁宣王后)의 부음으로 때 자의대비(慈懿大妃:인조의 계비)의 복상문제로 제2차 예송(禮訟)이 일어나자, 형 김수흥(金壽興), 송시열 등과 함께 대공복(大功服, 9개월설)을 주장했으나, 남인의 공세로 기년설(朞年說)이 채택되자 벼슬을 내놓았다. 1675년 숙종 즉위 후 좌의정에 임명되었다가 윤휴, 허적, 허목 등의 공격으로 관직이 삭탈되고, 강원도 원주에 유배되었다가 이듬해 풀려나왔다. 그러나 다시 영암에 부처되었다가 석방, 1680년 영의정이 되고, 1681년 현종실록의 편찬총재관을 지냈다.
서인의 중진이었다가 1682년 김익훈의 처벌을 놓고 서인이 노론과 소론으로 갈라질 때 그는 노론을 선택하였다. 1689년 기사환국(己巳換局)으로 남인이 재집권하자 전남 진도(珍島)에 유배된 후 위리안치되었다가 사사(賜死)되었다.
1차 예송 논쟁과 2차 예송 논쟁 당시 서인의 주요 논객으로 송시열을 지원, 보완하였으며 왕자 균(경종)의 세자 정호를 반대하였다. 시문과 글재주에 능했으며, 반시, 진사시, 알성문과, 춘당대문과 ,중시 등 5번 과거에 급제하였다.

## 생애

### 생애 초기

#### 출생과 가정 배경
문곡 김수항은 인조(仁祖) 7년(1629년) 기사(己巳) 8월 1일 한성부에서 김광찬과 연안 김씨의 7형제 중 셋째 아들로 태어났다. 한성부에서 태어났으나 후일 경기도 포천군 영평면으로 이주하여 영평을 근거지로 생활하였다.
당색으로는 서인이었는데, 돈녕부 도정(敦寧府 都正)과 동지돈녕부사(同知敦寧府事)를 지낸 김극효(金克孝)의 증손자로, 할아버지는 좌의정(左議政) 청음 김상헌(金尙憲), 친할아버지는 장단부사 김상관(金尙寬)이고, 아버지는 동지중추부사(同知中樞府事) 김광찬(金光燦)이며, 어머니는 증정경부인(贈貞敬夫人) 연안 김씨(延安金氏)로 청주목사 김래(金琜)의 딸이다.
영창대군이 그의 외당숙이고, 인목왕후는 그의 이모할머니로, 외증조부는 연안부원군(延安府院君) 김제남(金悌男)이었다. 공조판서(工曹判書)를 지낸 곡운 김수증(金壽增)이 그의 백씨(伯氏:큰형님))이며, 영의정(領議政)을 지낸 퇴우당 김수흥(金壽興)은 중형(仲兄:둘째형)으로, 당대에 명문 거족(名門巨族)의 가문(家門)이었다.
다섯살 때 어머니를 여의고 어려서 강원도 원주(原州)의 외가로 내려가 외할머니댁에서 1년쯤 있다가 6살때 할아버지(청음 김상헌)가 계시는 안동 풍산으로 내려가 16살까지 학문을 닦고 한양(漢陽)으로 올라와 학업에 정진하였다. 일찍이 나성두(羅星斗)의 따님 안정 나씨와 결혼하여 김창집, 김창흡 등 6형제를 두었다. 그의 처남인 나량좌는 처음에는 같은 서인의 당원이었으나 경신대출척 당시 남인 처벌 문제를 놓고 갈등하다가 윤증, 박세채, 박세당 등과 손잡고 소론당의 지도자가 된다.

#### 과거 급제
할아버지 김상헌의 문하에서 수학하였다. 김수항은 성리학과 주자가례의 원칙을 고수하는 송시열과 송준길을 지지하였고, 그들을 공격하는 남인들과 학문적, 사상적, 정치적으로 맞섰다.
인조(仁祖) 24년(1646년) 병술(丙戌) 18살 때 반시(泮試)에 수석으로 합격하였다. 이어 진사시(進士試) 또한 장원(壯元)로 급제하여 진사(進士)가 된 뒤, 효종 2년(1651년) 신묘 9월 18일 상(임금)이 문묘(文廟)에 배알하여 작헌례(酌獻禮)를 행하고 이어서 선비들에게 시험을 보여 알성문과에 응시할 수 있었다.
1651년의 성균관 알성문과에서 김수항 등 7인을 뽑았는데, '문과 장원(文科狀元)은 23세 김수항(金壽恒)'으로 발표되었다. 문과에 장원한 그는 특별히 어촉(御燭)을 하사(下賜)받았다. 또한 정시에도 합격하여 효종으로부터 특별히 상으로 말을 하사받았다.

### 정치 활동

#### 관료 생활
그 다음 성균관 전적(成均館典籍), 병조좌랑(兵曹佐郞), 시강원 사서(司書), 경기도도사(京畿道都事), 사헌부지평(持平)을 거쳐 효종 4년(1653년) 계사 6월 14일 사간원 정언(司諫院正言)이 되었다가 같은 해 11월 3일 청나라에 파견되는 동지사(冬至使)의 서장관(書狀官)으로 선발되어 청나라에 다녀왔다.
1654년 9월 17일 춘당대(春塘臺)에서 문신 정시(文臣 庭試)에 5등으로 합격한 뒤 효종에게 상으로 말을 하사(下賜) 받았고, 9월 21일 사간원 정언(司諫院 正言), 효종(孝宗) 5년 갑오(1654년) 7월 19일 이조정랑(吏曹正郞), 10월 4일 겸 중학교수(兼 中學敎授)와 한학교수(漢學敎授)를 겸하였다. 효종(孝宗) 6년(1655년) 을미(乙未) 1월 26일 교리(校理), 2월 13일 이조정랑(吏曹正郞)을 역임하였다.
8월 12일 남용익(南龍翼), 이은상(李殷相), 홍위(洪葳), 이단상(李端相), 안후열(安後說) 등과 함께 호당(湖堂)에서 사가독서(賜家讀書) 하였다. 그 뒤 수찬이 되었다가 홍문관응교(應敎), 사간원사간, 시강원 보덕 등 을 지냈다.
같은 해(1655년) 9월 25일 홍문관부교리(副校理)가 되었다가 사간원정언, 홍문관교리 등을 거쳐 12월 10일 이조정랑 (吏曹正郞)을 역임하고 1656년 문과 중시(重試)에 을과로 급제하였다.
효종(孝宗) 7년(1656년) 병신(丙申) 윤 5월 9일 홍문관 응교(應敎)가 되었다가, 7월 18일 의정부사인(舍人)을 거쳐서 당상관으로 승진, 사간원대사간이 되었다가 형조참의, 승지(承旨), 부제학 등을 지내고 효종 8년(1657년) 정유 2월 26일 승정원승지로 발탁되었다. 5월 26일 이조참의(吏曹參議), 10월 4일 사간원대사간(大司諫), 같은 해 11월 6일 궁가(宮家)의 하인(下人)들 폐단(弊端)을 막아 달라는 상소를 올렸으며, 같은 해 12월 26일 승지(承旨)를 맡았다.
효종(孝宗) 9년(1658년) 무술(戊戌) 6월 5일 승지(承旨), 7월 27일 부제학(副提學), 현종(顯宗) 즉위년(1659년) 기해(己亥) 5월 11일 실록찬집청 당상(撰集廳 堂上)으로 효종릉비의 전서(篆書)와 효종의 왕비 인선왕후(仁宣王后)의 비석에 전서(篆書)를 쓴 공로로 가선대부(嘉善大夫)에 승차하였다.

#### 1차 예송 논쟁
1659년 효종이 죽자 인조의 계비 자의대비의 복제를 놓고 논쟁이 발생했다. 송시열은 효종이 왕위는 계승하였지만 둘째 아들이니 주자가례에 의해 1년복을 입어야 된다고 주장했고, 남인 측에서는 효종이 왕위를 계승하였으니 장자와 다름없다며 3년복을 입어야 된다고 주장했다.
효종이 죽자 효종의 계모였던 자의대비(慈懿大妃)가 입을 상복이 문제가 되었다. 그는 효종이 둘째 아들이라는 송시열, 송준길의 설을 지지, 송시열, 송준길과 함께 자의대비 상복의 기년설(朞年說, 1년복설)을 주장하였다. 그러나 허목, 윤휴, 홍우원은 효종이 왕통을 계승했으니까 장남과 다를바 없다며 3년복 설을 주장하였다. 1660년 초 남인 윤선도는 송시열이 효종의 정통성을 부인했다며 송시열의 사형을 청하자 그는 같은 당인 송시열을 지지하여, 송시열을 비난하는 상소를 올린 윤선도(尹善道)를 공격, 탄핵하여 유배시켰다.
현종(顯宗) 1년(1660년) 庚子(경자) 1월 16일 대사간(大司諫), 1월 28일 동지성균관사(同知成均館事)를 거쳐 3월 10일 승정원 도승지(都承旨)가 되었다. 같은 해 5월2일 승지(承旨)들이 기우제(祈雨祭)를 지낸 뒤 비가와서 숙마(熟馬) 1필씩 하사(下賜)받았다.
같은 해 7월 13일 예문관 제학(藝文館 提學)이 되었다가 8월 23일 예조참판(禮曹參判), 같은 해 9월1일 부제학(副提學), 11월 9일 이조참판(吏曹參判), 현종(顯宗) 2년(1661년) 신축(辛丑) 4월 22일 명성왕후 김씨의 책봉식 당시 중전 책례 옥책 제술관(中殿 冊禮 玉冊 製述官)에 제수되었다.
같은 해 7월 18일 겸동지경연(兼同知經筵)을 겸하고, 윤 7월 15일 겸동지의금(兼同知義禁)을 겸하였다.
그해 10월 16일 동지춘추(同知春秋), 현종(顯宗) 3년(1662년) 임인(壬寅) 5월 5일 다시 승정원 도승지(都承旨)가 되었다가, 같은 해 5월 6일 대사헌(大司憲), 5월 25일 다시 도승지(都承旨)가 되었다. 같은 해 7월 4일 이조참판(吏曹參判)이 되었다가 그해 11월 9일 청나라 사신(使臣) 원접사(遠接使)를 로 연경에 파견되었다.

### 예송 논쟁 이후
1662년 가을 귀국하여 자헌대부(資憲大夫)로 승진하고 12월 10일 지춘추관사(知春秋館事)로 복직하였다. 현종 4년(1663년) 계묘(癸卯) 4월 27일 대사헌(大司憲), 5월 25일 예조판서(禮曹判書), 7월 5일 이조판서(吏曹判書)가 되었으나 6일 만인 7월 11일 다시 대사헌(大司憲)이 되었다. 그해 11월 13일 이조판서(吏曹判書), 현종(顯宗) 5년(1664년) 갑진(甲辰)에 예조판서(禮曹判書)가 되었다가 그해 9월 12일 이조판서(吏曹判書)를 역임하였다.
현종(顯宗) 6년(1665년) 을미(乙未) 1월 7일 대제학(大提學)이 되었고, 12월 14일 형조판서(刑曹判書), 현종(顯宗) 7년(1666년) 병오(丙午) 10월 8일 대사헌(大司憲), 같은 해 12월 27일 이조판서(吏曹判書), 현종(顯宗) 9년(1668년) 무신(戊申) 1월 10일 다시 사헌부 대사헌(大司憲)이 되었으나, 1월 22일 예조판서(禮曹判書), 현종 11년(1670년) 경술 3월 18일 지경연(知經筵)을 제수받았다.
같은 해 5월 17일 우참찬(右參贊), 6월 9일 예조판서(禮曹判書)를 거쳐 현종(顯宗) 12년(1671년) 신해(辛亥) 1월 25일 대제학(大提學)을 거쳐 숭정대부(崇政大夫)로 승진하고, 3월 22일 판의금(判義禁)을 거쳐, 현종(顯宗) 13년(1672년) 임자(壬子) 5월 16일에는 44세의 나이로 우의정(右議政)으로 승진하였다.
같은 해 6월 3일 대제학(大提學)을 겸임하고, 11월 30일 좌의정(左議政)에 올랐으며 세자부를 겸하였다.
이 때 서인의 송시열(宋時烈)등이 남인의 탄핵 외에 현종의 미움을 사서 물러남을 보고, 남인(南人)을 공격하였으나 한편으로 남인의 재상(宰相) 허적(許績)을 탄핵한 대간(臺諫)을 힘써 변호하다가 도리어 임금의 미움을 사서 현종(顯宗) 14년(1673년) 계축(癸丑) 9월 18일 판중추부사(判中樞府事)로 체직(遞直), 전임되었다.

#### 2차 예송 논쟁

정치적 동지 송시열
(김수항은 주자학의 원칙에 입각한 송시열의 예론을 적극 지지했으며, 남인의 주 공격 대상이 되었다.)

바로 사은사(謝恩使)로 선발되어 청나라에 갔다가, 현종(顯宗) 15년(1674년) 甲寅(갑인) 3월 5일 북경에서 돌아 온 뒤, 같은 해 7월 26일 좌의정(左議政)에 승차하였다. 그해 효종비 인선왕후 장씨가 죽자 다시 살아있는 계모 자의대비의 상복 문제가 발생했다. 송시열은 이때 중자부의 예로서 대공복(9개월복)을 주장했고 김수항은 이를 적극 지지하였다. 그러나 현종은 윤휴, 허목 등 남인의 기년설 주장을 채택했다.
이에 송시열에게 책임을 물릴 수 없었던 현종은 그의 형 김수흥을 파면하고 남인 허적을 영상으로 세웠다. 이어 그에게는 판중추부사 직을 내리며 출사를 명하였으나 그는 거듭 사양하였다.

#### 홍수의 변과 유배
1674년 갑인(甲寅) 8월 18일 현종대왕(顯宗大王)이 갑자기 승하(昇遐)하였다. 현종의 부음으로 입궐했다가 다시 물러났는데 숙종 즉위 직후 다시 부름을 받았으나, 스스로 체직(替直) 상소를 여러번 올리고 포천 교외로 나아가 등청하지 않았다. 2차 예송논쟁에서 서인들이 패배함에 따라 관직에서 물러났다가 숙종의 부름을 받았으나 남인 윤휴(尹鑴)의 맹공격으로 관직이 삭탈당했다.
같은 해 11월 2일 우의정(右議政)에 임명되고, 숙종(肅宗) 1년(1675년) 2월 18일 다시 좌의정(左議政)이 되었으나 같은 해 숙종 즉위 후, 종실이었던 복창군 이정(李楨), 복평군 이연 등 두 형제의 추문을 들어 처벌을 주장하다가, 7월 17일 원지유배령(遠地流配令)을 당했다. 이때에 죄목은 윤휴를 배척하고 종실(宗室) 복창군(福昌君) 이정(李楨)과 복평군 이연 형제의 추문(醜聞)을 들어 탄핵, 처벌을 주장한 일로 남인인 윤휴(尹鑴)·허적(許積)·허목(許穆) 등의 탄핵을 받은 뒤 남인(南人)계 유생들로부터 공격을 받고 강원도 원주로 유배되었다가 전라남도 영암(靈巖)으로 유배지가 옮겨졌다.

#### 석방과 복귀
숙종(肅宗) 2년(1676년) 병진(丙辰) 7월 27일 철원(鐵源)으로 이배(移配)되었다. 그러나 영의정 허적이 자신의 조부 허잠의 시호를 맞이하는 과정에서 비가 오자 왕의 허락 없이 궁궐의 기름천막을 함부로 가져다 썼다. 분노한 숙종은 남인 영의정 허적을 해임함과 동시에 김수항을 도성으로 불러들였다. 숙종은 그에게 바로 영의정직을 제수했으나 사양하였고, 남인은 영의정에 내정된 그를 공격했다.
그해 4월 3일 유배(流配)령이 취소되고 영중추부사(領中樞府事)에 제수된 뒤, 숙종(肅宗) 6년(1680년) 경신(庚申) 이른바 경신대출척(庚申大黜陟)이 시작되어, 남인(南人)이 실권하고 서인이 집권하면서, 8월 12일 영의정(領議政)에 올랐다. 경신환국으로 서인이 집권한 후 영의정이 되어 정국을 이끌어갔다. 1681년부터는 현종실록의 편찬총재관이 되어 실록 편찬과 감수를 맡아보았다.

#### 경신환국과 집권
서인이 남인에 대한 처벌문제가 대두될 때 김수항은 강력한 처벌을 주도했다. 경신환국 직후 남인(南人)들의 죄를 다스리는 한편 송시열(宋時烈), 박세채(朴世采), 윤증 등을 불러들이고, 정국을 수습했다. 이때 그는 남인 중에서도 허적은 구명해줄 것을 주청하였다. 서인이 집권한 후 남인 온건파의 영수 허적의 처리를 놓고 사형과 유배로 의견이 나뉘었다. 이때 그는 허적은 고명대신이고 정승을 역임한 인물이라 쉽게 죽여서는 안 된다며 반대하였다. 허적은 남인이 집권한 후에도 남인 내에서 서인 영수 송시열, 김수항을 처형하자는 같은 남인의 의견에 맞섰으므로, 서인의 일부는 허적을 사형에 처하자는 의견에 반대하거나 고민하였다.
김수항은 시종일관 허적을 살려줄 것을 간청하였다. 김수항과 정지화는 허적이 고명대신임을 들어 사형만은 면하게 해야 된다고 주장했으나 김만기 등 서인 강경파는 허적의 사형을 주장했고, 그는 허적의 사형만은 막으려 노력했으나 실패했다. 한편 그해 5월 윤휴와 허목을 처형하라는 여론이 나오자 그는 이를 적극 지지하였다. 1680년(숙종 6년) 보사원종공신 1등(保社原從功臣一等)에 책록되었다. 그 후 8년간 의정부영의정으로 재직하고, 숙종 13년(1687년) 정묘(丁卯) 3월 13일 영의정을 사직하고 영돈녕부사(領敦寧府事)로 전임되었다.
한편 그는 송시열과 함께 김종직의 포상을 주청하여, 1694년(숙종 20년) 영의정으로 추증하게 하였는데 비록 그는 생전에 김종직의 추증포상을 보지 못한다.

### 유배와 최후

#### 왕자 정호 문제
1차 예송 논쟁과 2차 예송 논쟁 당시 서인의 주요 논객으로 송시열, 송준길 등을 지원, 보완하여 윤휴, 윤선거, 허목, 이서우 등 남인들의 맹공격 대상이 되었으며, 송시열 등과 함께 왕자 균(昀후일 경종)의 세자 정호를 반대하는데도 적극 가담하여 남인과 소론들의 공격 대상이 되었다.
같은 해 태조(太祖)의 어용(御容)을 전주로 모시고 돌아오는 길에 소의 장씨(昭儀張氏=장희빈)가 낳은 왕자 윤(=경종)이 아직 강보(襁褓)에 싸여있고 정비(正妃)인 인현왕후 민씨의 나이 아직 젊은데 더구나 후궁(後宮)의 소생(小生)을 세자(世子)에 책봉 하려하자 송시열과 함께 시기상조라(時機尙早)고 반대하였다.
그는 남인이 왕자 정호를 정치적으로 악용할 것을 경고했고, 송시열은 송나라 철종의 고사를 예로 들며 시기상조라고 주장하였다. 그러나 희빈 장씨의 친정어머니가 딸의 산후조리 목적으로 가마를 타고 왔다가, 천민이 가마를 탔다고 포졸들에게 구타당하면서 사태는 반전된다.

#### 유배와 사사
숙종은 희빈이 명문거족이라고 해도 박대할 수 있느냐며 노론 중신들을 불러다가 추궁했다. 숙종은 결국 남인을 지지하는 소의(昭儀)의 오라비 장희재(張希載)와 종실 동평군 이항(東平君 李杭) 등의 힘을 얻어 '서인(西人)을 물리치고 남인에게 정권을 맡겼다.(기사환국(己巳煥局))
숙종(肅宗) 15년(1689년) 기사(己巳)년에 기사환국이 일어나 남인들이 재집권하자 남인의 명사를 함부로 죽였다고 장령(掌令) 김방걸(金邦杰) 등의 탄핵으로 삭탈되고, 그해 윤 3월 21일 양사에서 합계하여 '영돈녕부사(領敦寧府事) 김수항(金壽恒)을 위리안치(圍籬安置)하라'는 비답 있어 전라남도 진도(珍島)로 유배, 곧 위리안치(圍籬安置)되었다. 이때 남인인 예조판서(禮曹判書) 민암(閔黯)을 비롯하여 판서(判書), 참판(參判)등 남인경재(南人卿宰) 수십인(數十人)의 공격을 받고, 사헌부(司憲府) 사간원(司諫院)도 합계(合啓)하여 마침내 같은 해 4월 9일 회갑(回甲)을 불과 네달을 앞두고 진도군 배소에서 사사(賜死)되었다.
시문에 뛰어났고, 변려문(騈儷文)에서는 당대의 제일인자로 손꼽혔다. 또한 서예에도 능하여 가풍을 이은 필법이 단아했고, 전서와 해서·초서에 모두 능하였다. 저서로는 《문곡집》과 《송강행장 松江行狀》등이 있다. 그는 장희빈 소생의 아들을 원자로 정호하는데 반발한 송시열의 상소로 정국이 혼란한 와중에 남인들의 공격이 되어 사사(賜死)되었다. 사망 당시 향년 61세였다.

#### 사형 배경
그는 남인 명사를 남살하였다는 탄핵을 받고 진도로 유배, 위리 안치되었다가 사사되었다. 이 사건의 배경은 경신출척(庚申黜陟)때 남인(南人)의 옥사(獄事)를 다스릴때 위관으로 소론(少論)의 반대에도 남인재상(南人宰相) 오시수(吳始壽)를 처형하여 보복을 당한 것이라는 설도 있고, 왕자 균을 세자로 책봉하려던 숙종(肅宗)의 뜻을 반대했던(원자 정호 문제) 관계로 처벌 받았다는 설도 있다.
그러나 그는 서인 강경파인 김만기, 김만중 과는 달리 남인의 허적의 사형을 반대하고, 허적의 구명여론을 펴는 등의 태도를 취해왔다.
노론에서 편찬한 『숙종실록』은 어떤 사람이 의정부우의정 김덕원에게 “김수항까지 죽이는 것은 부당하다”고 따지자 김덕원이 “우리 덕이(德而)는 어찌하겠는가?”라고 답했다고 적고 있다. 『숙종실록』은 “덕이는 오시수(吳始壽)의 자(字)인데 오시수의 죽음에 대한 당연한 보복(報復)이라는 뜻이다(15년 윤 3월 28일)”라고 덧붙이고 있다.

### 사후
진도로 따라온 아들 김창협(金昌協)은 아버지 김수항이 진도에서 사사되자, 봉구(奉柩) 치장(治葬)한 후 어머니 안정 나씨를 모시고 영평에 은거하여 두문불출하였다. 그의 자손들은 노론의 당원이 되었고 그의 5대손이 순조의 장인 김조순이다. 그런데 처남 나량좌와 그의 후손들은 소론의 당원이 되었다.
그가 죽자 그의 문하생들과 자손들은 역시 그 무렵 사약을 받으러 올라오던 송시열을 찾아가 묘지명을 지어줄 것을 청하였다. 송시열은 가볍게 지을 수 없음을 들어 사양하였으나 김수항 문도와 자손들의 간청을 이기지 못하고 6백여자의 묘지문을 지어 주었다. 송시열은 묘지문에서 김수항이 의를 지키다가 죽음에 이르렀다고 하고, 권상하를 시켜서 그의 집에 전달하게 했다. 숙종(肅宗) 20년(1694년) 갑술(甲戌)에 일어난 갑술환국 이후에는 4월 2일에 사면복관(赦免復官)되었으며, 고종(高宗) 23년(1886년) 병술(丙戌)에 현종의 묘정에 배향(配享)되었다.
진도 봉암사(珍島鳳巖祠), 영암 녹동서원(靈巖鹿洞書院), 포천군의 영평 옥병서원(永平 玉屛書院), 양주 석실서원(楊州 石室書院), 전주 호산사(全州 湖山祠)등에 배향(配享)되었고 저서(著書)로는 《문곡집》(文谷集) 28권과 《갑진북정록》(甲辰北征錄)이 전한다.

## 평가와 비판
사후에 세상의 평가는 그가 조정에서 벼슬할 때 세 가지의 큰 절의를 세웠다고 찬양하였다. 첫째는 남인의 역모를 꺾어 기강을 유지했다는 것이고, 둘째는 소론이 이론(異論):남인에 대한 온건한 처벌 주장을 말함)을 일삼아 흉당(凶黨:남인)을 기쁘게 할 때에도 홀로 옳은 것을 지켰을 뿐 아니라 화를 당하면서도 후회하지 않았다는 것이며, 셋째는 스승인 송시열을 배신한 윤증(尹拯)의 죄를 통렬히 배척해 선비의 갈길을 밝혀 사문(斯文)에 도움을 주었다는 것이다. 이러한 세상의 평판은 물론 그가 속한 노론계의 주장이며, 반대로 소론측에서는 그가 송시열과 윤증 사이의 사사로운 일을 임금에게 아뢰어 조정을 시끄럽게 만들었고, 이로 인해 마침내 사림을 분열시켜 놓았다고 비난하였다.

## 저작

### 저서
- 《문곡집 (文谷集)》 28권
- 《갑진북정록 (甲辰北征錄)》

### 작품
- 효종릉비 전서
- 인선왕후묘비 전서
- 송강정철 신도비문
- 윤광계(尹光啓) 시문집 《귤옥졸고 (橘屋拙稿)》 서문
- 청주 신항서원 묘정비

## 5번의 과거 급제
1645년(인조 23) 반시(泮試)에 수석으로 합격하였고, 1646년 진사시에 입격하였으며 1651년(효종 2) 알성 문과에 장원으로 급제하였다. 1654년 9월 17일 춘당대문과 정시에 5등으로 합격하였고, 1656년 문과 중시(重試)에 급제했다.

## 가족 관계

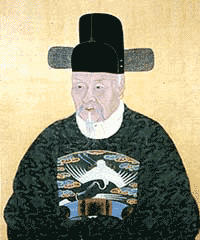
아들 몽와 김창집
(1719년 기로소에 입성한 것을 기념하여 그린 초상)

김수항은 정경부인 안정 나씨(安定羅氏)를 부인으로 맞이하였다. 김수항의 부인 안정 나씨는 서기 1630년 경오(庚午) 인조 8년에 태어나, 서기 1703년 계미(癸未) 숙종(肅宗) 29년 6월 22일에 사망하였고, 향년(享年) 74세였다. 아버지는 목사 성두(星斗)이고, 할아버지는 참의 만갑(萬甲)이며, 증조부는 보덕(輔德) 급(級)이니, 외조부는 판서 김남중(金南重)으로 본관은 경주이다.
슬하(膝下)에 6남, 1녀를 두었고, 장남은 영의정 몽와 김창집(金昌集)이고, 차남은 대제학 예조판서 농암 김창협(金昌協)이며, 3남은 사헌부집의 증이조판서겸 제주 시호가 문강(文康)인 삼연 김창흡(金昌翕)이며, 4남은 증이조참의 노가재 김창업(金昌業)이며, 5남은 증이조판서 예빈사 주부 포음 김창즙(金昌楫)이고, 6남은 김창립(金昌立)이다. 외동딸(1665년 ~1680년)은 군수인 이섭(李涉)의 처이다.
- 양조부 : 김상헌(金尙憲, 1570 ~ 1652) - 좌의정 증영의정 청음
- 친조부 : 김상관(金尙觀, 1566 ~ 1621) - 장단부사 증좌찬성
- 친조모 : 의령 남씨 - 남응정(南應井)의 딸
  - 아버지 : 김광찬(金光燦, 1597 ~ 1668) - 동지중추부사 증의정부영의정
- 외조부 : 김내(金琜, 1576 ~ 1613)
- 외조모 : 초계 정씨(草溪 鄭氏, 1575 ~ 1640)
  - 어머니 : 연안 김씨 - 인목왕후의 아버지 연안부원군 김제남의 손녀
    - 누나 : 김복희(金復喜, 1614 ~ ?)
    - 누나 : 김계희(金繼喜, 1616 ~ ?)
    - 누나 : 김영희(金永喜, 1620 ~ ?)
    - 형 : 김수증(金壽增, 1624 ~ 1701) - 공조참판 곡운
    - 형 : 김수흥(金壽興, 1626 ~ 1690) - 의정부영의정 퇴우당
    - 여동생 : 김태희(金兌喜, 1632 ~ ?)
    - 여동생 : 김묘현(金妙賢, 1633 ~ ?)

  - 서모 : 이름 미상 - 양민 출신
    - 이복 남동생 : 김수징(金壽徵, 1636 ~ 1706)
    - 이복 남동생 : 김수응(金壽應, 1640 ~ 1695)
    - 이복 남동생 : 김수칭(金壽稱, 1642 ~ 1704)
    - 이복 남동생 : 김수능(金壽能, 1644 ~ 1704)
    - 이복 여동생 : 양천 허씨 허서(許墅)의 처

  - 장인 : 나성두(羅星斗, 1614 ~ 1663)
  - 장모 : 경주 김씨 - 김남중(金南重)의 딸
    - 부인 : 안정 나씨(安定 羅氏, 1630 ~ 1703)
      - 장남 : 김창집(金昌集, 1648 ~ 1722) - 의정부 영의정
      - 며느리 : 박세남(朴世楠)의 딸 
        - 손자 : 김제겸(金濟謙, 1680 ~ 1722)
        - 손자 : 김호겸(金好謙, 1681 ~ 1699)
        - 손녀 : 여흥 민씨 민창수(閔昌洙)[11]의 처

      - 차남 : 김창협(金昌協, 1651 ~ 1708) - 성균관대사성 예조판서
      - 며느리 : 연안 이씨 - 이단상(李端相)의 딸
        - 손녀 : 대구 서씨 서종유(徐宗愈, 1672 ~ 1720)[12]의 처
        - 손녀 : 이태진(李台鎭)의 처
        - 손녀 : 김운(金雲, 1680 ~ 1700)
        - 손녀 : 고령 박씨 박사한(朴師漢, 1677 ~ ?)의 처
        - 손녀 : 기계 유씨 유수기(兪受基)의 처
        - 손자 : 김숭겸(金崇謙, 1682 ~ 1700)

      - 3남 : 김창흡(金昌翕, 1653 ~ 1722) - 사헌부집의 증이조판서
      - 며느리 : 경주 이씨 - 이세장(李世長)[13]의 딸 
        - 손자 : 김양겸(金養謙, 1675 ~ 1728)
        - 손자 : 김치겸(金致謙, 1677 ~ 1747)
        - 손자 : 김후겸(金厚謙, 1687 ~ 1727)

      - 4남 : 김창업(金昌業, 1658 ~ 1722) - 화가
      - 며느리 : 전주 이씨 - 익풍군(益豐君) 이속(李涑)의 딸
        - 손자 : 김우겸(金祐謙, 1676 ~ 1709)
        - 손자 : 김언겸(金彦謙, 1686 ~ 1738)
        - 손자 : 김신겸(金信謙, 1693 ~ 1738)
        - 손자 : 김비겸(金卑謙)

      - 며느리(측실) : 이름 미상
        - 서손녀 : 화원부부인 안동 김씨(花原府夫人 安東 金氏, 1681 ~ 1710) - 조문명의 정부인
        - 서손자 : 김윤겸(金允謙, 1711 ~ 1775)

      - 5남 : 김창즙(金昌楫, 1662 ~ 1713) - 예빈시주부
      - 며느리 : 남양 홍씨 - 홍처우(洪處宇)의 딸
        - 손녀 : 안동 김씨(安東 金氏, 1680 ~ ?)
        - 손자 : 김용겸(金用謙, 1702 ~ 1789)

      - 장녀 : 안동 김씨(安東 金氏, 1665 ~ 1680)
      - 사위 : 이섭(李涉, 1664 ~ 1692)
      - 6남 : 김창립(金昌立, 1666 ~ 1683)
        - 손자 : 김후겸(金厚謙)

## 기타
서인이 노론과 소론으로 분당된 뒤 그의 후손들은 보통 노론계 인사가 되었다.

## 김수항을 연기한 배우
- 맹호림 - 1995년 장희빈, SBS 드라마
- 이영후 - 2002년 장희빈, KBS 2TV 드라마

## 같이 보기
- 경신환국
- 허견의 옥사
- 기사환국
- 예송
- 서인
- 남인
- 송시열
- 송준길
- 민유중
- 김만중
- 영빈 김씨
- 명성왕후 김씨
- 민진후
- 조사석
- 김창집
- 조선 숙종
- 인현왕후
- 장렬왕후
- 하청일

## 참고 문헌
- 효종실록(孝宗實錄)
- 현종실록(顯宗實錄)
- 숙종실록(肅宗實錄)
- 국조방목(國朝榜目)
- 문곡집(文谷集)
- 송자대전(宋子大全)
- 당의통략 (黨議通略(李建昌))
- 안동김씨세보
- 안동김씨문헌록

## 관련 서적
- 한국정신문화연구원, 《한국민족문화대백과사전》(한국정신문화연구원, 1991)
- 진도군청, 《진도군지》(전남대학교 호남문화연구소, 2007)
- 이 문서에는 다음커뮤니케이션(현 카카오)에서 GFDL 또는 CC-SA 라이선스로 배포한 글로벌 세계대백과사전의 내용을 기초로 작성된 글이 포함되어 있습니다.